# Zapalenie gruczołu krokowego
Zapalenie gruczołu krokowego – najczęstsza choroba zapalna dotykająca młodych mężczyzn w wieku od 18. do 50. roku życia. Występuje w dwóch postaciach: ostrej i przewlekłej.

## Przewlekłe zapalenie gruczołu krokowego
Przewlekłe zapalenie gruczołu krokowego przebiega miesiącami, a nawet latami; objawami są uczucie dyskomfortu w kroczu, pobolewania w podbrzuszu, jądrach lub plecach, częste oddawanie moczu, również w nocy, słabszy strumień moczu, wyciekanie moczu po zakończeniu mikcji. Temperatura ciała często jest prawidłowa. W nasieniu może pojawić się krew. 
Diagnostyka polega na wywiadzie z pacjentem i badaniu fizykalnym. Leczenie zazwyczaj przynosi poprawę natychmiastową, choć są indywidualne przypadki leczenia wielomiesięcznego.

## Ostre zapalenie gruczołu krokowego
Przebiega gwałtownie, z wysoką gorączką, nudnościami, wymiotami. Bóle podbrzusza są silne, opasujące. Próba oddawania moczu przynosi silny ból. Wymaga pilnej interwencji urologicznej – badanie  musi być ograniczone tylko do wykluczenia innych przyczyn dolegliwości. Leczenie powinno być włączone natychmiast, często, jeżeli stan pacjenta jest ciężki, w warunkach hospitalizacji.

## Klasyfikacja ICD10
| kod ICD10     | nazwa choroby                                     |
| ------------- | ------------------------------------------------- |
| ICD-10: N41   | Choroby zapalne gruczołu krokowego                |
| ICD-10: N41.0 | Ostre zapalenie gruczołu krokowego                |
| ICD-10: N41.1 | Przewlekłe zapalenie gruczołu krokowego           |
| ICD-10: N41.2 | Ropień gruczołu krokowego                         |
| ICD-10: N41.3 | Zapalenie gruczołu krokowego i pęcherza moczowego |
| ICD-10: N41.8 | Inne choroby zapalne gruczołu krokowego           |
| ICD-10: N41.9 | Choroba zapalna gruczołu krokowego, nie określona |